# Nebria ochotica
Nebria ochotica (лат.) — вид жуков-жужелиц из подсемейства плотинников. Распространён в Якутии, Магаданской, Амурской и Сахалинской областях, на северо-востоке Иркутской области, в Хабаровском и Приморском краях, в Японии (Хоккайдо) и Северной Корее. Длина тела имаго 10,5—13 мм. Тело чёрное.